# A27 (België)
De A27 is een Belgische autosnelweg in de provincie Luik. De Europese weg E42 volgt voor een deel van zijn traject de A27 bijna volledig. Ook de E421 volgt voor een stuk deze snelweg, namelijk tussen Sankt Vith en Malmédy. Elders volgt de E421 de N-wegen.
De A27 verbindt de stad Luik met het zuidoosten van de provincie en zet zich in Duitsland voort door het zuidelijk deel van het Eifelgebergte. De snelweg is ter hoogte van Verviers vrij bochtig. Na de grens met Duitsland gaat de weg over in een autoweg.
In het noorden begint de A27 direct ten noorden van het knooppunt Battice. Hier sluit de snelweg aan op de N648 en de N3.

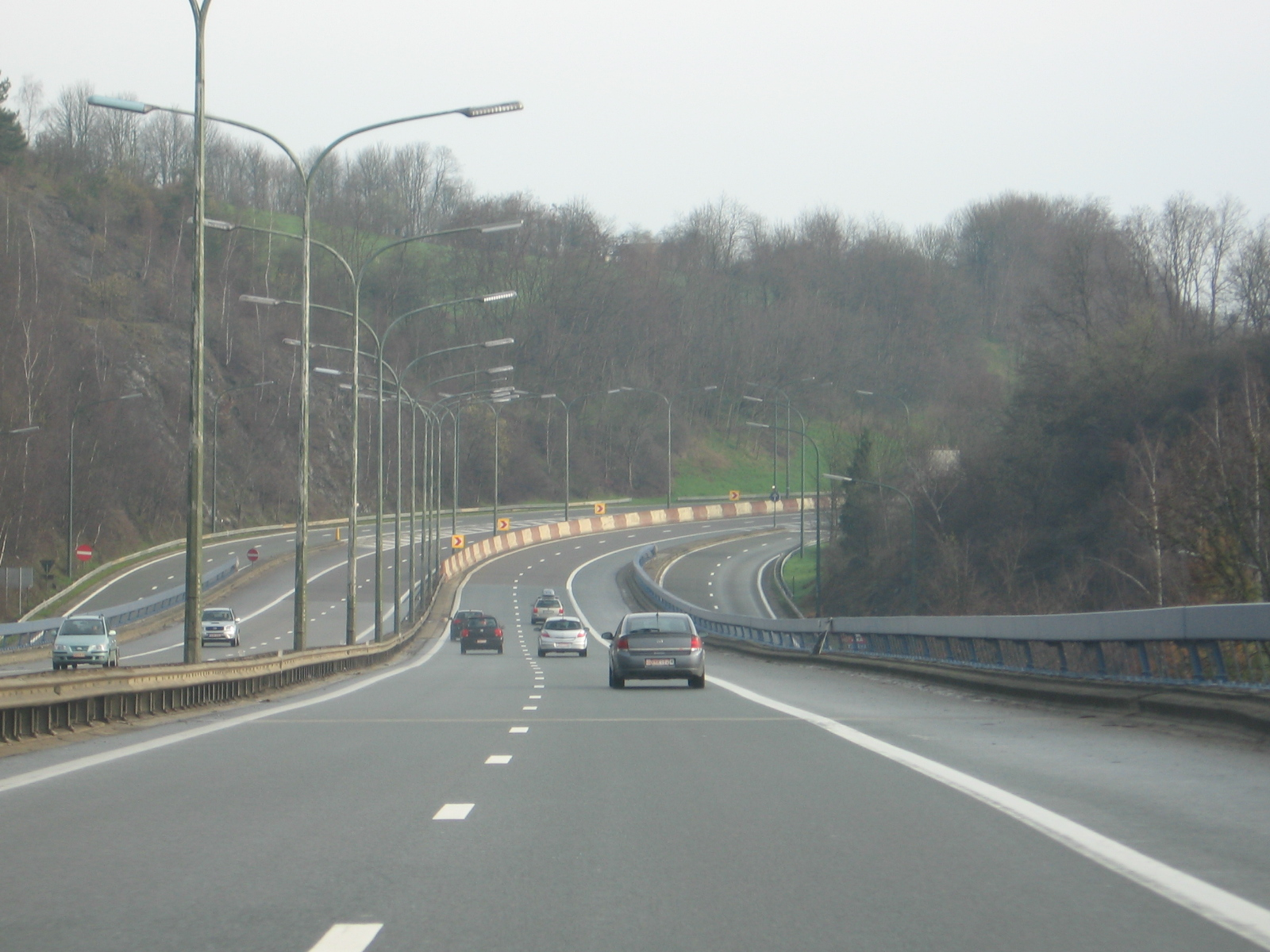
Bochtig deel van de A27 bij Verviers
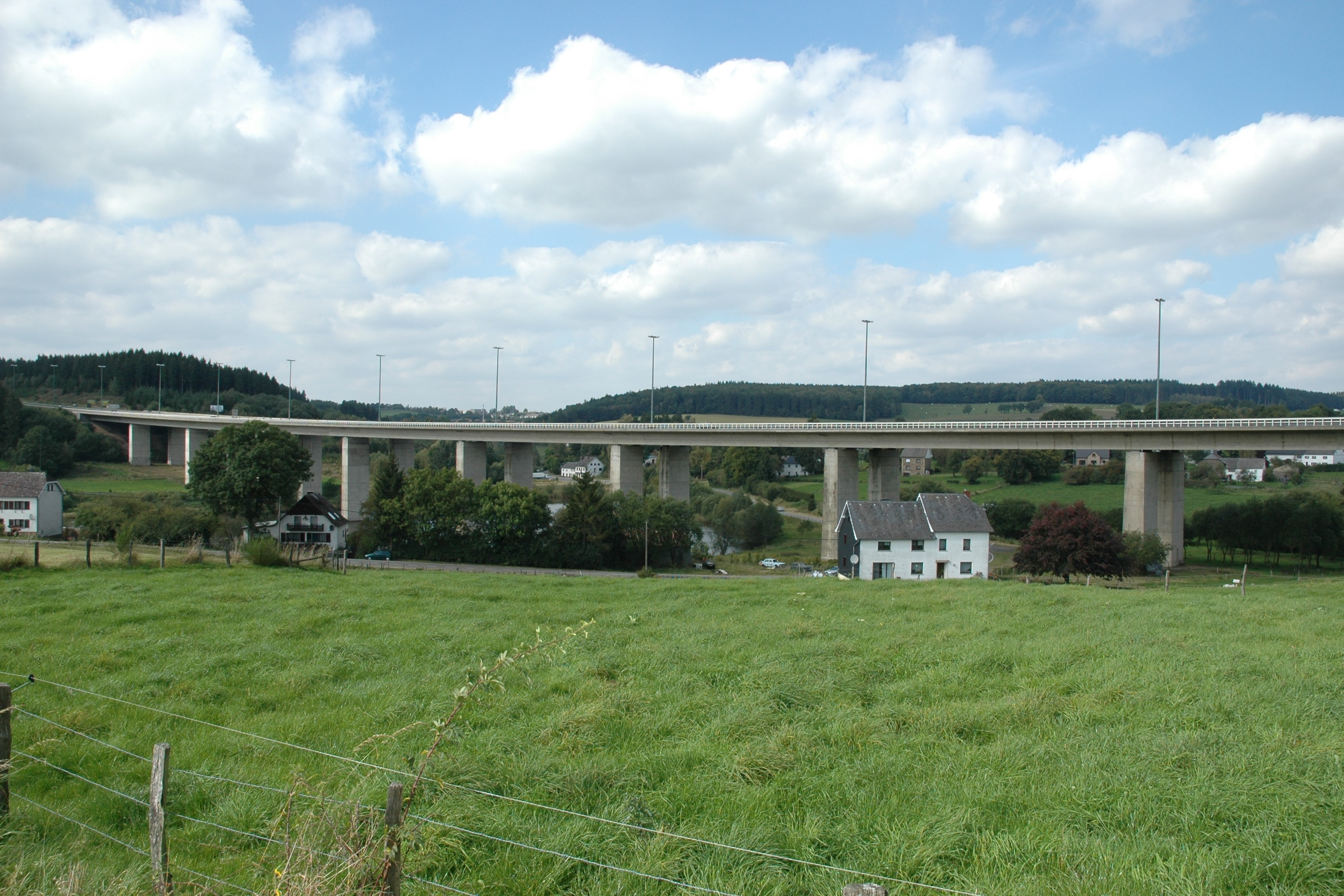
Viaduct van Breitfeld